# Rävatjärnlidens naturreservat
Rävatjärnlidens naturreservat är ett naturreservat i Bjurholms kommun i Västerbottens län.
Området är naturskyddat sedan 2024 och är 86 hektar stort. Reservatet ligger sydväst om Bjurholm och består av barrblandskogar och granskogar.